# Dominomus
Dominomus ou Moineau domino (appelé domino sparrow en anglais) est le nom d'un moineau abattu le 14 novembre 2005 dans les locaux du Frisian Expo Centre de Leeuwarden, lors des préparatifs du Domino Day 2005. La mort de cet oiseau appartenant à une espèce protégée a provoqué un vif émoi aux Pays-Bas et est à l'origine d'une controverse importante. Après sa mort, l'animal fut empaillé et fait actuellement partie de la collection permanente du musée d'histoire naturelle de Rotterdam.

## Incident
Le 14 novembre 2005, lors des préparatifs du Domino Day qui devait se tenir quatre jours plus tard, un moineau a pénétré dans le centre d'exposition. A ce moment-là près de 3,5 million de dominos étaient positionnés en vue de la tentative de record mondial de la chute en série de 4,3 million de dominos.
L'oiseau a cogné un ou plusieurs dominos entraînant la chute de 23 000 pièces de dominos. Malgré la présence de panneaux de séparation empêchant l'oiseau de voler à travers le centre, la présence de l'animal risquait de provoquer la chute du reste des dominos. 
Les organisateurs chargèrent dans un premier temps l'entreprise de Ware Care d'évacuer l'oiseau. Malgré leurs tentatives à l'aide de filets et de bâtons, l'oiseau ne fut pas attrapé. À la suite de cela ils firent appel à Duke Faunabeheer, une entreprise spécialisée dans l'élimination des nuisances des oiseaux et des mammifères en milieu urbain. Le moineau fut abattu par Arie den Hartog, champion national de tir à l'aide d'une carabine à air comprimé. Un seul tir d'un calibre de 5,5 mm fut suffisant pour tuer le moineau, arrachant son aile gauche.

## Impact médiatique
L'incident fut repris dans les médias et fit l'objet d'une vive réaction de la part d'une partie de la population néerlandaise et de plusieurs organisations de protection des animaux. Ils ne voyaient pas l'intérêt de tuer un animal d'une espèce protégée pour une tentative de record. Le site internet d'actualités néerlandais GeenStijl proposa mille euros à la personne qui renverserait 1 million de dominos annulant ainsi la tentative de record. Ruud de Wild, animateur et DJ de la station privée Radio 538 tripla la somme. Des habitants de la région se présentèrent munis de souffleurs de feuilles et de souris, mais la chaîne de télévision SBS 6 et le producteur Endemol avaient déjà fourni une surveillance des lieux 24 h/24. La situation échappa à tout contrôle, mais cependant l'administration communale de Leeuwarden ne souhaitait pas fournir de surveillance policière supplémentaire.
Le collaborateur de Duke Faunabeheer qui tua le moineau fit l'objet de plusieurs menaces de mort par jour et reçut près de 1 800 mails haineux, l'amenant à demander une protection policière. De même Robin Paul Weijers, l'initiateur du record, et l'entreprise Duke Faunabeheer reçurent de nombreuses menaces. Des plaintes furent déposées à la police contre Endemol et Duke Faunabeheer, notamment par des organisations néerlandaises de protection des animaux. 
L'affaire eut même un retentissement politique et fit l'objet de questionnements à la Chambre des représentants par un membre du SP Krista van Velzen.
Une radio locale frisonne composa deux chansons traitant du sujet et le moineau Dominomus eut droit à son propre site internet et son registre de condoléances. 
L'affaire eut un retentissement international dans la presse, les programmes d'actualité et les sites web. L'émission satirique britannique Have I got news for you de la BBC  lui accorda un reportage de la même catégorie que celui parlant du président américain George W. Bush qui la même semaine percuta une porte lors d'un voyage en Chine.
L'histoire du moineau Dominomus fut également abordée dans le jeu télévisé QI de la BBC ainsi que sur la chaine américaine CNN. La chaîne SBS 6 fit un reportage sur l'incident lors de la retransmission en direct de la tentative de record.
Le Ministère de l'Agriculture, de la Nature et de l'Alimentation fit savoir à la fondation Faunabescherming que l'oiseau avait été abattu illégalement et le Ministère public néerlandais imposa une amende de 200 euro au tireur.

## Pièce de musée
Le musée d'histoire naturelle de Rotterdam reçut l'autorisation d'empailler l'oiseau et de l'exposer. Lors de l'opération d'empaillage il est apparu qu'il s'agissait d'une petite femelle. 
Le moineau domino, auquel il manque l'aile gauche, est présenté sur une boite de dominos et fait partie de l'exposition permanente Dode dieren met een verhaal (animaux mort sur fond d'histoire) du musée d'histoire naturelle de Rotterdam.